# 豊里郵便局
豊里郵便局（とよさとゆうびんきょく）
- 北海道網走郡大空町にある郵便局。局番号は99130。
- 長野県上田市にある郵便局。局番号は11397。
- 京都府綾部市にある郵便局。局番号は44209。本記事で記述する。

豊里郵便局（とよさとゆうびんきょく）は、京都府綾部市にある郵便局。民営化前の分類では無集配特定郵便局であった。

## 概要
住所：〒623-0222 京都府綾部市栗町土居ノ内44-4
かつては集配郵便局であったが、2007年（平成19年）に集配業務を綾部郵便局へ移管し無集配郵便局となった。

## 沿革
- 1918年（大正7年）7月6日 - 以久田（いくた）郵便局として開局。
- 1950年（昭和25年）1月16日 - 豊里郵便局に改称[1]。
- 1969年（昭和44年）4月11日 - 電話交換および和文電報配達業務を綾部電報電話局に移管。
- 1975年（昭和50年）3月17日 - 綾部市栗町字北ノ前から同市栗町字土井ノ内に移転。
- 2007年（平成19年）3月19日 - 綾部郵便局へ集配業務を移管、無集配局となる[2][3]。郵便番号を〒623-0299から〒623-0222に変更。
- 2007年（平成19年）10月1日 - 民営化。
- 2012年（平成24年）10月1日 - 日本郵便株式会社発足。

## 取扱内容
- 郵便、印紙、ゆうパック
- 貯金、為替、振替、振込、国債
- 生命保険、バイク自賠責保険
- ゆうちょ銀行ATM
- 地方公共団体事務（綾部市バス回数券の販売）

## 周辺
- 綾部市立豊里中学校
- 綾部市立豊里小学校
- 京都府道9号綾部大江宮津線
- 由良川

## アクセス
- あやべ市民バス（志賀南北線） 栗町停留所下車
- 舞鶴若狭自動車道 綾部ICから南西へ約4km
- 京都府道74号舞鶴綾部福知山線から約50m入る
- 駐車場あり：3台